# 2013–14년 ISU 스피드스케이팅 월드컵
2012–13년 ISU 스피드스케이팅 월드컵은 국제 빙상 경기 연맹(ISU) 주관으로 2013년 11월 168일부터 2014년 3월 106일까지 열린 스피드스케이팅 월드컵 대회이다.

## 남자

### 경기
| 날짜                                                             | 장소           | 종목       | 1위                                                           | 2위                                                              | 3위                                                                |
| ---------------------------------------------------------------- | -------------- | ---------- | ------------------------------------------------------------- | ---------------------------------------------------------------- | ------------------------------------------------------------------ |
| 2012년 11월 6일-8일                                              | 캘거리         | 500m(1)    | 로날트 뮐더르                                                 | 모태범                                                           | 제이미 그레그                                                      |
| 2012년 11월 6일-8일                                              | 캘거리         | 500m(1)    | 터커 프레더릭스                                               | 모태범                                                           | 로날트 뮐더르                                                      |
| 2012년 11월 6일-8일                                              | 캘거리         | 1000m      | 샤니 데이비스                                                 | 키엘트 나위스                                                    | 브라이언 핸슨                                                      |
| 2012년 11월 6일-8일                                              | 캘거리         | 1500m      | 쿤 페르베이                                                   | 샤니 데이비스                                                    | 키엘트 나위스                                                      |
| 2012년 11월 6일-8일                                              | 캘거리         | 5000m      | 스벤 크라머르                                                 | 요릿 베르흐스마                                                  | 이승훈                                                             |
| 2012년 11월 6일-8일                                              | 캘거리         | 단체 추월  | 네덜란드 쿤 페르베이 얀 블록하위선 스벤 크라머르              | 미국 브라이언 핸슨 조너선 컥 트레버 마시커노                     | 대한민국 이승훈 주형준 김철민                                      |
| 2013년 11월 15일-17일                                            | 솔트레이크시티 | 500m(1)    | 가토 조지 길모어 주니오                                       |                                                                  | 미헐 뮐더르                                                        |
| 2013년 11월 15일-17일                                            | 솔트레이크시티 | 500m(1)    | 나가시마 게이이치로                                           | 로날트 뮐더르                                                    | 모태범                                                             |
| 2013년 11월 15일-17일                                            | 솔트레이크시티 | 1000m      | 샤니 데이비스                                                 | 키엘트 나위스                                                    | 브라이언 핸슨                                                      |
| 2013년 11월 15일-17일                                            | 솔트레이크시티 | 1500m      | 샤니 데이비스                                                 | 키엘트 나위스                                                    | 쿤 페르베이                                                        |
| 2013년 11월 15일-17일                                            | 솔트레이크시티 | 5000m      | 스벤 크라머르                                                 | 보프 더 용                                                       | 요릿 베르흐스마                                                    |
| 2013년 11월 15일-17일                                            | 솔트레이크시티 | 단체 추월  | 네덜란드 쿤 페르베이 얀 블록하위선 스벤 크라머르              | 미국 브라이언 핸슨 조너선 컥 샤니 데이비스                       | 대한민국 이승훈 김철민 주형준                                      |
| 2013년 11월 29일-12월 1일                                        | 아스타나       | 500m(1)    | 아르툠 쿠즈네초프                                             | 드미트리 롭코프                                                  | 로날트 뮐더르                                                      |
| 2013년 11월 29일-12월 1일                                        | 아스타나       | 500m(2)    | 나가시마 게이이치로                                           | 모태범                                                           | 아르툠 쿠즈네초프                                                  |
| 2013년 11월 29일-12월 1일                                        | 아스타나       | 1000m(1)   | 샤니 데이비스                                                 | 미르코 자코모 넨치                                               | 미헐 뮐더르                                                        |
| 2013년 11월 29일-12월 1일                                        | 아스타나       | 1500m      | 드미트리 유스코프                                             | 쿤 페르베이                                                      | 즈비그니에프 브루트카                                              |
| 2013년 11월 29일-12월 1일                                        | 아스타나       | 10000m     | 스벤 크라머르                                                 | 알렉시 콩탱                                                      | 파트리크 베케르트                                                  |
| 2013년 12월 6일-8일                                              | 베를린         | 500m(1)    | 미헐 뮐더르                                                   | 모태범                                                           | 나가시마 게이이치로                                                |
| 2013년 12월 6일-8일                                              | 베를린         | 500m(2)    | 모태범                                                        | 가토 조지                                                        | 미헐 뮐더르                                                        |
| 2013년 12월 6일-8일                                              | 베를린         | 1000m      | 모태범                                                        | 미헐 뮐더르                                                      | 샤니 데이비스                                                      |
| 2013년 12월 6일-8일                                              | 베를린         | 1500m      | 조이 맨티아                                                   | 즈비그니에프 브루트카                                            | 데니스 유스코프                                                    |
| 2013년 12월 6일-8일                                              | 베를린         | 5000m      | 요릿 베르흐스마                                               | 얀 블록하위선                                                    | 이승훈                                                             |
| 2013년 12월 6일-8일                                              | 베를린         | 단체 추월  | 네덜란드 다우어 더 프리스 얀 블록하위선 요릿 베르흐스마       | 대한민국 김철민 이승훈 주형준                                    | 폴란드 즈비그니에프 브루트카 콘라트 니에치비에츠키 얀 시만스키     |
| 2014년 1월 11일-12일 2014년 유럽 선수권 대회 하마르              |                |            |                                                               |                                                                  |                                                                    |
| 2014년 1월 11일-12일 2014년 아시아 선수권 대회 도마코마이        |                |            |                                                               |                                                                  |                                                                    |
| 2014년 1월 18일-19일 2014년 세계 스프린트 선수권 대회 나가노     |                |            |                                                               |                                                                  |                                                                    |
| 2014년 2월 7일-23일 2014년 동계 올림픽 소치                      |                |            |                                                               |                                                                  |                                                                    |
| 2014년 3월 7일-9일                                               | 인첼           | 500m(1)    | 로날트 뮐더르                                                 | 길모어 주니오                                                    | 니코 일레                                                          |
| 2014년 3월 7일-9일                                               | 인첼           | 500m(2)    | 얀 스메이컨스                                                 | 니코 일레                                                        | 미헐 뮐더르                                                        |
| 2014년 3월 7일-9일                                               | 인첼           | 1000m      | 샤니 데이비스                                                 | 스테판 흐로트하위스                                              | 브라이언 핸슨                                                      |
| 2014년 3월 7일-9일                                               | 인첼           | 1500m      | 브라이언 핸슨                                                 | 데니 모리슨                                                      | 쿤 페르베이                                                        |
| 2014년 3월 7일-9일                                               | 인첼           | 5000m      | 요릿 베르흐스마                                               | 스베레 룬데 페데르센                                             | 파트리크 베케르트                                                  |
| 2014년 3월 7일-9일                                               | 인첼           | 매스스타트 | 아르얀 스트루팅아                                             | 바르트 스빙스                                                    | 보프 더 프리스                                                     |
| 2014년 3월 14일-16일                                             | 헤이렌베인     | 500m(1)    | 로날트 뮐더르                                                 | 얀 스메이컨스                                                    | 길모어 주니오                                                      |
| 2014년 3월 14일-16일                                             | 헤이렌베인     | 500m(2)    | 얀 스메이컨스                                                 | 로날트 뮐더르                                                    | 미헐 뮐더르                                                        |
| 2014년 3월 14일-16일                                             | 헤이렌베인     | 1000m      | 데니 모리슨                                                   | 샤니 데이비스                                                    | 키엘트 나위스                                                      |
| 2014년 3월 14일-16일                                             | 헤이렌베인     | 1500m      | 데니스 유스코프                                               | 쿤 페르베이                                                      | 즈비그니에프 브루트카                                              |
| 2014년 3월 14일-16일                                             | 헤이렌베인     | 5000m      | 스벤 크라머르                                                 | 보프 더 용                                                       | 요릿 베르흐스마                                                    |
| 2014년 3월 14일-16일                                             | 헤이렌베인     | 매스스타트 | 보프 더 프리스                                                | 마르턴 스빙스                                                    | 브람 스말렌브뢰크                                                  |
| 2014년 3월 14일-16일                                             | 헤이렌베인     | 단체 추월  | 네덜란드 얀 블록하위선 크리스테인 흐루네벨트 다우어 더 프리스 | 폴란드 즈비그니에프 브루트카 콘라트 니에치비에츠키 아르투르 바시 | 노르웨이 호바르 뵈코 호바르 홀메피오르 로렌첸 스베레 룬데 페데르센 |
| 2014년 3월 22일-23일 2014년 세계 올라운드 선수권 대회 헤이렌베인 |                |            |                                                               |                                                                  |                                                                    |

### 월드컵 랭킹
| 순위 | 선수              | 포인트 |
| ---- | ----------------- | ------ |
| 1    | 로날트 뮐더르     | 782    |
| 2    | 미헐 뮐더르       | 728    |
| 3    | 얀 스메이컨스     | 655    |
| 4    | 모태범            | 527    |
| 5    | 아르툠 쿠즈네초프 | 471    |
| 6    | 길모어 주니오     | 457    |
| 7    | 예스퍼르 호스퍼스 | 442    |
| 8    | 터커 프레더릭스   | 440    |
| 9    | 드미트리 롭코프   | 428    |
| 10   | 니코 일레         | 425    |

| 순위 | 선수                     | 포인트 |
| ---- | ------------------------ | ------ |
| 1    | 샤니 데이비스            | 590    |
| 2    | 데니 모리슨              | 344    |
| 3    | 키엘트 나위스            | 305    |
| 4    | 미헐 뮐더르              | 300    |
| 5    | 쿤 페르베이              | 253    |
| 6    | 브라이언 핸슨            | 246    |
| 7    | 데니스 쿠진              | 207    |
| 8    | 스테판 흐로트하위스      | 193    |
| 9    | 모태범                   | 173    |
| 10   | 호바르 홀메피오르 로렌첸 | 173    |

| 순위 | 선수                  | 포인트 |
| ---- | --------------------- | ------ |
| 1    | 쿤 페르베이           | 440    |
| 2    | 데니스 유스코프       | 430    |
| 3    | 샤니 데이비스         | 401    |
| 4    | 즈비그니에프 브루트카 | 386    |
| 5    | 브라이언 핸슨         | 245    |
| 6    | 스베레 룬데 페데르센  | 214    |
| 7    | 데니 모리슨           | 210    |
| 8    | 마르크 타위터르트     | 186    |
| 9    | 콘라트 니에치비에츠키 | 186    |
| 10   | 키엘트 나위스         | 183    |

| 순위 | 팀                   | 포인트 |
| ---- | -------------------- | ------ |
| 1    | 요릿 베르흐스마      | 500    |
| 2    | 파트리크 베케르트    | 311    |
| 3    | 스벤 크라머르        | 300    |
| 4    | 스베레 룬데 페데르센 | 265    |
| 5    | 얀 블록하위선        | 263    |
| 6    | 다우어 더 프리스     | 244    |
| 7    | 이승훈               | 230    |
| 8    | 알렉산드르 루먄체프  | 213    |
| 9    | 보프 더 용           | 206    |
| 10   | 바르트 스빙스        | 198    |

| 순위 | 팀       | 포인트 |
| ---- | -------- | ------ |
| 1    | 네덜란드 | 450    |
| 2    | 미국     | 280    |
| 3    | 노르웨이 | 270    |
| 4    | 폴란드   | 265    |
| 5    | 대한민국 | 220    |
| 6    | 캐나다   | 135    |
| 7    | 독일     | 120    |
| 8    | 프랑스   | 120    |
| 9    | 러시아   | 120    |
| 10   | 이탈리아 | 90     |

| 순위 | 팀                    | 포인트 |
| ---- | --------------------- | ------ |
| 1    | 보프 더 프리스        | 220    |
| 2    | 아르얀 스트루팅아     | 175    |
| 3    | 바르트 스빙스         | 170    |
| 4    | 마르턴 스빙스         | 212    |
| 5    | 브람 스말렌브뢰크     | 195    |
| 6    | 크리스테인 흐루네벨트 | 154    |
| 7    | 패트릭 믹             | 154    |
| 8    | 안드레아 조반니       | 145    |
| 9    | 펠릭스 리넨           | 140    |
| 10   | 브라이언 핸슨         | 130    |

## 여자

### 경기
| 날짜                                                             | 장소           | 종목       | 1위                                                     | 2위                                                                    | 3위                                                                      |
| ---------------------------------------------------------------- | -------------- | ---------- | ------------------------------------------------------- | ---------------------------------------------------------------------- | ------------------------------------------------------------------------ |
| 2012년 11월 6일-8일                                              | 캘거리         | 500m(1)    | 이상화                                                  | 예니 볼프                                                              | 왕베이싱                                                                 |
| 2012년 11월 6일-8일                                              | 캘거리         | 500m(2)    | 이상화                                                  | 예니 볼프                                                              | 왕베이싱                                                                 |
| 2012년 11월 6일-8일                                              | 캘거리         | 1000m      | 헤더 리처드슨                                           | 로터 판 베이크                                                         | 브리트니 보                                                              |
| 2012년 11월 6일-8일                                              | 캘거리         | 1500m      | 로터 판 베이크                                          | 이레인 뷔스트                                                          | 마르티나 사블리코바                                                      |
| 2012년 11월 6일-8일                                              | 캘거리         | 3000m      | 클라우디아 페히슈타인                                   | 마르티나 사블리코바                                                    | 이레인 뷔스트                                                            |
| 2012년 11월 6일-8일                                              | 캘거리         | 단체 추월  | 네덜란드 이레인 뷔스트 로터 판 베이크 린다 더 프리스    | 일본 다카기 나나 다바타 마키 기쿠치 아야카                             | 폴란드 카타지나 바흘레다추루시 루이자 즈워트코프스카 카타지나 보지니아크 |
| 2013년 11월 15일-17일                                            | 솔트레이크시티 | 500m(1)    | 이상화                                                  | 왕베이싱                                                               | 헤더 리처드슨                                                            |
| 2013년 11월 15일-17일                                            | 솔트레이크시티 | 500m(2)    | 이상화                                                  | 헤더 리처드슨                                                          | 올가 팟쿨리나                                                            |
| 2013년 11월 15일-17일                                            | 솔트레이크시티 | 1000m      | 브리트니 보                                             | 헤더 리처드슨                                                          | 이레인 뷔스트                                                            |
| 2013년 11월 15일-17일                                            | 솔트레이크시티 | 1500m      | 이레인 뷔스트                                           | 브리트니 보                                                            | 헤더 리처드슨                                                            |
| 2013년 11월 15일-17일                                            | 솔트레이크시티 | 3000m      | 마르티나 사블리코바                                     | 클라우디아 페히슈타인                                                  | 안투아네터 더 용                                                         |
| 2013년 11월 15일-17일                                            | 솔트레이크시티 | 단체 추월  | 네덜란드 이레인 뷔스트 린다 더 프리스 안투아네터 더 용  | 캐나다 크리스틴 네즈빗 브리트니 슈슬러 칼리 크리스트                   | 미국 헤더 리처드슨 브리트니 보 질리앤 루커드                             |
| 2013년 11월 29일-12월 1일                                        | 아스타나       | 500m(1)    | 이상화                                                  | 왕베이싱                                                               | 헤더 리처드슨                                                            |
| 2013년 11월 29일-12월 1일                                        | 아스타나       | 500m(2)    | 이상화                                                  | 예니 볼프                                                              | 올가 팟쿨리나                                                            |
| 2013년 11월 29일-12월 1일                                        | 아스타나       | 1000m      | 헤더 리처드슨                                           | 브리트니 보                                                            | 올가 팟쿨리나                                                            |
| 2013년 11월 29일-12월 1일                                        | 아스타나       | 1500m      | 브리트니 보                                             | 율리야 스코코바                                                        | 브리트니 슈슬러                                                          |
| 2013년 11월 29일-12월 1일                                        | 아스타나       | 5000m      | 마르티나 사블리코바                                     | 클라우디아 페히슈타인                                                  | 이보너 나우타                                                            |
| 2013년 12월 6일-8일                                              | 베를린         | 500m(1)    | 이상화                                                  | 올가 팟쿨리나                                                          | 왕베이싱                                                                 |
| 2013년 12월 6일-8일                                              | 베를린         | 500m(2)    | 올가 팟쿨리나                                           | 왕베이싱                                                               | 헤더 리처드슨                                                            |
| 2013년 12월 6일-8일                                              | 베를린         | 1000m      | 헤더 리처드슨                                           | 브리트니 보                                                            | 올가 팟쿨리나                                                            |
| 2013년 12월 6일-8일                                              | 베를린         | 1500m      | 이레인 뷔스트                                           | 카타지나 바흘레다추루시                                                | 로터 판 베이크                                                           |
| 2013년 12월 6일-8일                                              | 베를린         | 3000m      | 마르티나 사블리코바                                     | 클라우디아 페히슈타인                                                  | 이레인 뷔스트                                                            |
| 2013년 12월 6일-8일                                              | 베를린         | 단체 추월  | 네덜란드 이레인 뷔스트 요린 테르 모르스 마릿 레인스트라 | 폴란드 카타지나 바흘레다추루시 루이자 즈워트코프스카 나탈리아 체르본카 | 대한민국 노선영 김보름 양신영                                            |
| 2014년 1월 11일-12일 2014년 유럽 선수권 대회 하마르              |                |            |                                                         |                                                                        |                                                                          |
| 2014년 1월 11일-12일 2014년 아시아 선수권 대회 도마코마이        |                |            |                                                         |                                                                        |                                                                          |
| 2014년 1월 18일-19일 2014년 세계 스프린트 선수권 대회 나가노     |                |            |                                                         |                                                                        |                                                                          |
| 2014년 2월 7일-23일 2014년 동계 올림픽 소치                      |                |            |                                                         |                                                                        |                                                                          |
| 2014년 3월 7일-9일                                               | 인첼           | 500m(1)    | 헤더 리처드슨                                           | 유디트 헤세                                                            | 올가 팟쿨리나                                                            |
| 2014년 3월 7일-9일                                               | 인첼           | 500m(2)    | 헤더 리처드슨                                           | 올가 팟쿨리나                                                          | 예니 볼프                                                                |
| 2014년 3월 7일-9일                                               | 인첼           | 1000m      | 헤더 리처드슨                                           | 브리트니 보                                                            | 올가 팟쿨리나                                                            |
| 2014년 3월 7일-9일                                               | 인첼           | 1500m      | 이레인 뷔스트                                           | 로터 판 베이크                                                         | 브리트니 보                                                              |
| 2014년 3월 7일-9일                                               | 인첼           | 3000m      | 이레인 뷔스트                                           | 마르티나 사블리코바                                                    | 이보너 나우타                                                            |
| 2014년 3월 7일-9일                                               | 인첼           | 매스스타트 | 클라우디아 페히슈타인                                   | 야네커 엔싱                                                            | 이레너 스하우턴                                                          |
| 2014년 3월 14일-16일                                             | 헤이렌베인     | 500m(1)    | 올가 팟쿨리나                                           | 헤더 리처드슨                                                          | 고다이라 나오                                                            |
| 2014년 3월 14일-16일                                             | 헤이렌베인     | 500m(2)    | 올가 팟쿨리나                                           | 예니 볼프                                                              | 헤더 리처드슨                                                            |
| 2014년 3월 14일-16일                                             | 헤이렌베인     | 1000m      | 이레인 뷔스트                                           | 마르홋 부르                                                            | 로터 판 베이크                                                           |
| 2014년 3월 14일-16일                                             | 헤이렌베인     | 1500m      | 헤더 리처드슨                                           | 로터 판 베이크                                                         | 율리야 스코코바                                                          |
| 2014년 3월 14일-16일                                             | 헤이렌베인     | 3000m      | 아나우크 판 데르 베이던                                 | 이보너 나우타                                                          | 올가 그라프                                                              |
| 2014년 3월 14일-16일                                             | 헤이렌베인     | 매스스타트 | 프란체스카 롤로브리지다                                 | 이레너 스하우턴                                                        | 이바니 블롱댕                                                            |
| 2014년 3월 14일-16일                                             | 헤이렌베인     | 단체 추월  | 네덜란드 로터 판 베이크 마릿 레인스트라 린다 더 프리스  | 폴란드 카타지나 바흘레다추루시 나탈리아 체르본카 루이자 즈워트코프스카 | 일본 기쿠치 아야카 다바타 마키 다카기 나나                               |
| 2014년 3월 22일-23일 2014년 세계 올라운드 선수권 대회 헤이렌베인 |                |            |                                                         |                                                                        |                                                                          |

### 월드컵 랭킹
| 순위 | 선수            | 포인트 |
| ---- | --------------- | ------ |
| 1    | 올카 팟쿨리나   | 960    |
| 2    | 헤더 리처드슨   | 915    |
| 3    | 예니 볼프       | 803    |
| 4    | 이상화          | 700    |
| 5    | 고다이라 나오   | 637    |
| 6    | 마르홋 부르     | 493    |
| 7    | 왕베이싱        | 430    |
| 8    | 테이셔 우네마   | 401    |
| 9    | 유디트 헤세     | 360    |
| 10   | 스미요시 미야코 | 314    |

| 순위 | 선수                | 포인트 |
| ---- | ------------------- | ------ |
| 1    | 헤더 리처드슨       | 555    |
| 2    | 브리트니 보         | 500    |
| 3    | 올카 팟쿨리나       | 352    |
| 4    | 로터 판 베이크      | 313    |
| 5    | 마르홋 부르         | 311    |
| 6    | 이레인 뷔스트       | 260    |
| 7    | 카롤리나 에르바노바 | 185    |
| 8    | 율리야 스코코바     | 159    |
| 9    | 고다이라 나오       | 156    |
| 10   | 이상화              | 155    |

| 순위 | 선수                    | 포인트 |
| ---- | ----------------------- | ------ |
| 1    | 이레인 뷔스트           | 530    |
| 2    | 로터 판 베이크          | 430    |
| 3    | 브리트니 보             | 389    |
| 4    | 율리야 스코코바         | 343    |
| 5    | 마릿 레인스트라         | 242    |
| 6    | 카타지나 바흘레다추루시 | 215    |
| 7    | 예카테리나 로비셰바     | 204    |
| 8    | 이다 니오툰             | 181    |
| 9    | 올가 그라프             | 165    |
| 10   | 모니크 앙게뮐러         | 155    |

| 순위 | 팀                      | 포인트 |
| ---- | ----------------------- | ------ |
| 1    | 마르티나 사블리코바     | 550    |
| 2    | 클라우디아 페히슈타인   | 416    |
| 3    | 이보너 나우타           | 326    |
| 4    | 올가 그라프             | 274    |
| 5    | 요린 포르하위스         | 245    |
| 6    | 이레인 뷔스트           | 240    |
| 7    | 카타지나 바흘레다추루시 | 237    |
| 8    | 안투아네터 더 용        | 225    |
| 9    | 아나우크 판 데르 베이던 | 224    |
| 10   | 이다 니오툰             | 221    |

| 순위 | 팀             | 포인트 |
| ---- | -------------- | ------ |
| 1    | 네덜란드       | 450    |
| 2    | 폴란드         | 315    |
| 3    | 일본           | 285    |
| 4    | 캐나다         | 280    |
| 5    | 대한민국       | 160    |
| 6    | 러시아         | 155    |
| 7    | 미국           | 150    |
| 8    | 노르웨이       | 110    |
| 9    | 중화인민공화국 | 85     |
| 10   | 독일           | 72     |

| 순위 | 팀                      | 포인트 |
| ---- | ----------------------- | ------ |
| 1    | 프란체스카 롤로브리지다 | 200    |
| 2    | 이레너 스하우턴         | 190    |
| 3    | 야네커 엔싱             | 155    |
| 4    | 이바니 블롱댕           | 150    |
| 5    | 마리스카 하위스만       | 150    |
| 6    | 클라우디아 페히슈타인   | 145    |
| 7    | 머라이어 램             | 80     |
| 8    | 옐레나 페이터르스       | 68     |
| 9    | 호즈미 마사코           | 68     |
| 10   | 사스키아 알루살루       | 28     |